# Krîvîi, Hust
Krîvîi (în ucraineană Кривий) este un sat în comuna Lîpcea din raionul Hust, regiunea Transcarpatia, Ucraina.

## Demografie
Componența lingvistică a localității Krîvîi
     Ucraineană (100%)
Conform recensământului din 2001, toată populația localității Krîvîi era vorbitoare de ucraineană (100%).